# Wang Chen
Wang Chen (en chino: 王晨; Shanghái, China, 21 de junio de 1976) es una deportista china que compitió para Hong Kong en bádminton, en la modalidad individual.
Ganó dos medallas en el Campeonato Mundial de Bádminton, plata en 2007 y bronce en 1997. Participó en dos Juegos Olímpicos de Verano, en los años 2004 y 2008, ocupando el quinto lugar en Atenas 2004, en la prueba individual.

## Palmarés internacional
| Representando a China     |                        |                   |            |
| Campeonato Mundial        |                        |                   |            |
| Año                       | Lugar                  | Medalla           | Prueba     |
| 1997                      | Glasgow (Reino Unido)  | Medalla de bronce | Individual |
| Representando a Hong Kong |                        |                   |            |
| Campeonato Mundial        |                        |                   |            |
| Año                       | Lugar                  | Medalla           | Prueba     |
| 2007                      | Kuala Lumpur (Malasia) | Medalla de plata  | Individual |